# آخا (دختر اردشیر دوم)
آخا، شاهدخت هخامنشی، دختر اردشیر دوم و خواهر اردشیر سوم بود.